# Kurzzehenlerche
Die Kurzzehenlerche (Calandrella brachydactyla) ist eine Vogelart aus der Familie der Lerchen (Alaudidae). Diese kleine Lerchenart besiedelt weite Teile der südlichen Paläarktis von Nordwestafrika und Spanien bis China. In West- und Mitteleuropa befinden sich die nördlichsten Brutvorkommen in Mittelfrankreich und in Ungarn. Die Kurzzehenlerche bewohnt trockene, baum- und buschlose Offenlandschaften wie Trockenrasen und Halbwüsten sowie Brachland und Ödflächen in der Kulturlandschaft. Die Art ist je nach Verbreitungsgebiet überwiegend Mittel- bis Langstreckenzieher und überwintert vor allem am Südrand der Sahara im Übergangsbereich zwischen Sahelzone und Wüste sowie im südlichen Asien. Im nördlichen Mitteleuropa ist die Kurzzehenlerche ein sehr seltener, aber regelmäßiger Durchzügler vor allem im April und Mai sowie im Oktober und November.
Der europäische Bestand der Art ist seit 1970 rückläufig, weltweit wird die Art von der IUCN aufgrund des großen Verbreitungsgebietes und des sehr hohen Gesamtbestandes jedoch als  (=least concern – nicht gefährdet) betrachtet.

## Merkmale
Kurzzehenlerchen sind kleine, hell graubraun und weißlich gefärbte Lerchen mit kurzem, kegelförmigem Schnabel. Die Schirmfedern sind sehr lang, so dass die Handschwingenspitzen nur wenig darunter hervorstehen.
Mit einer Körperlänge von 14 bis 16 cm ist die Art nur wenig größer als eine Heidelerche. Die Grundfarbe der Oberseite ist sandfarben hell gelblich oder grau braun. Der Oberkopf kann auch rotbraun sein. Oberkopf und oberer Rücken sind auf diesem Grund fein dunkel längs gestreift, der Bürzel ist einfarbig sandfarben. Die Schwingen und die Schirmfedern sind dunkel graubraun mit blassbraunen Säumen. Die großen und mittleren Armdecken haben breite gelbliche bis weißliche Spitzen, die im Flug zwei deutlich sichtbare Flügelbinden bilden. Der Schwanz ist ebenfalls graubraun, die äußerste (sechste) Steuerfeder hat außen einen gelblichweißen Keil.
Die Art zeigt einen kräftigen, schmutzigweißen Überaugenstreif, der an der Hinterkante der Ohrdecken endet und nach unten durch einen feinen dunklen Augenstreif begrenzt wird. Wangen und Ohrdecken sind fast ungestrichelt einfarbig graubraun und nach hinten und unten breit weiß begrenzt. Wangen- und Kinnstreif sind schmal und dunkel schwarzgrau, der Bartstreif ist weiß. Die meisten Individuen haben einen schmalen dunklen Brustseitenfleck, die Brustseiten darunter sowie die oberen Flanken sind auf gelblichem Grund schwach dunkel gestrichelt. Die übrige Brust und die Kehle sind ebenso wie die ganze übrige Rumpfunterseite einfarbig weiß.
Die Iris ist dunkelbraun, die Beine sind fleisch-, der schlanke Schnabel ist hornfarben.

## Lautäußerungen
Der Gesang wird von den Männchen überwiegend im Singflug vorgetragen, seltener am Boden oder auf Steinen sitzend. Der Gesang beginnt oft beim Abflug vom Boden. Die Strophen werden meist durch kurze, stockende Laute wie „pütt-trüll-üll-üll“ eingeleitet, der weitere Gesang kann während des Aufstieges in 20 bis 50 m Höhe auch überwiegend oder vollständig aus guten Imitationen anderer Vogelrufe und Gesänge bestehen, beispielsweise aus Imitationen von Rufen des Turmfalken oder der Haubenlerche. Der eigentliche Singflug ist ein unregelmäßiger Wellenflug, der dabei geäußerte, recht monotone Gesang besteht aus kurzen, immer wieder wiederholten Strophen wie „tipzetízerlilü“, „tip te tízirtuíze“ oder „tschöp-zöp-zirile-ürilezizüé“, nicht unähnlich dem Gesang von Braunkehlchen, Dorngrasmücke oder Grauammer. Die Singflüge dauern meist 3 bis 8, gelegentlich auch bis 26 Minuten.

## Verbreitung und Lebensraum

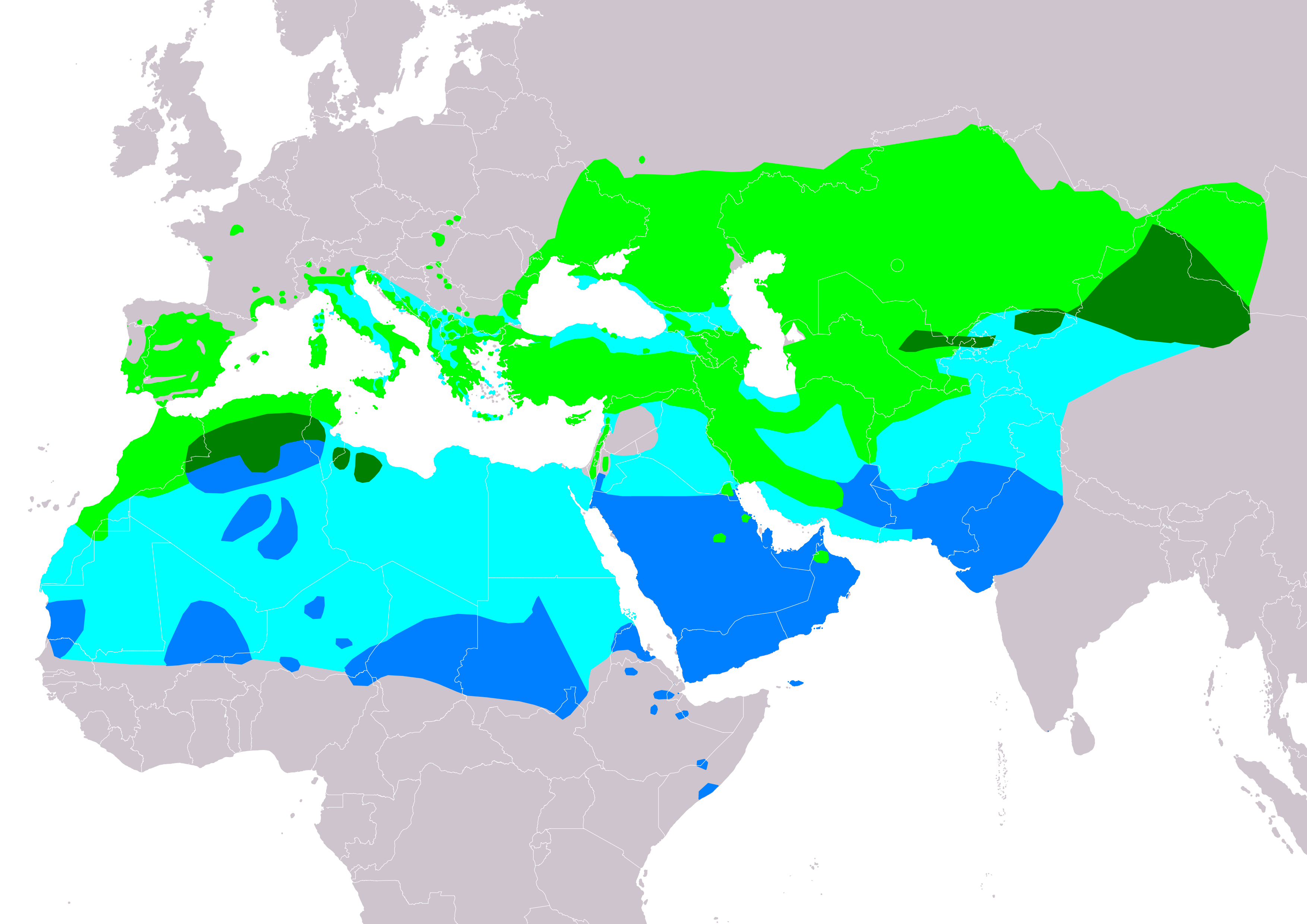
Verbreitung der Kurzzehenlerche:
Brutgebiete
Ganzjähriges Vorkommen
Migration
Überwinterungsgebiete

Die Kurzzehenlerche besiedelt weite Teile der südlichen Paläarktis. In Ost-West-Richtung reicht die Verbreitung von Nordwestafrika und Spanien bis China. In Nord-Süd-Richtung reicht das mehr oder weniger geschlossene Areal im Westen von Nordspanien, Südfrankreich und Norditalien bis Nordafrika an den Nordrand der Sahara; weiter östlich etwa entlang der nördlichen Steppengrenze an der Wolga in Russland bei 52° N und in Kasachstan bei 54° N nach Süden bis Syrien, den Iran und den Irak und bis in den Südwesten Afghanistans. Im zentralasiatischen Hochland erstreckt sich die Verbreitung schließlich vom chinesischen Xinjiang und dem Hochland von Tibet bis zum Himalaya am Nordrand Indiens. Im westlichen Europa befinden sich die vereinzelten und geografisch isolierten nördlichsten Brutvorkommen in Mittelfrankreich und in Ungarn.
Die Art bewohnt trockene, baum- und buschlose Offenlandschaften wie Trockenrasen und Halbwüsten sowie Brachland und Ödflächen in der Kulturlandschaft. Die nördlichsten Vorkommen in West- und Mitteleuropa befinden sich an strukturell vergleichbaren Sonderstandorten, in Frankreich an den Küsten in Dünen und auf flachen Felseninseln; im dortigen Binnenland auf kleinen Flugplätzen, planiertem Bauland und großen, überwiegend mit Betonplatten oder Kies als Bodengrund versehenen Lagerplätzen für Zuckerrüben. In Ungarn kommt die Art nur in den Salzsteppen im Osten der Großen Ungarische Tiefebene vor.

## Systematik
Die Anzahl der Unterarten der Kurzzehenlerche wird kontrovers diskutiert. J. Haffer erkennt 7 insgesamt wenig differenzierte Unterarten an und weist darauf hin, dass die Abgrenzung dieser Unterarten „durchaus künstlich“ ist und hierzu weiterer Forschungsbedarf besteht:
- Calandrella brachydactyla brachydactyla (Leisler, 1814) – Nominatform, von Spanien nach Osten bis Südrussland.

- Calandrella b. rubiginosa Fromholz, 1913 – Nordafrika; Färbung intensiver als bei der Nominatform, Oberkopf immer rotbraun.

- Calandrella b. hermonensis Tristram, 1865 – Syrien und Palästina; insgesamt grauer als die Nominatform, Oberkopf bei etwa 20 % der Individuen rotbraun.

- Calandrella b. artemisiana Banjkowski, 1913 – Türkei, Transkaukasien, mittelasiatische Steppen und Iran; Farben noch blasser als bei der vorigen Unterart, Oberseite kaum gestrichelt und Unterseite fast vollständig weiß.

- Calandrella b. longipennis (Eversmann, 1848) – Kasachstan und nördliches Innerasien; Farben wieder ähnlich der Nominatform, dunkler und brauner als vorige Unterart mit deutlicher Strichelung.

- Calandrella b. hungarica Horváth, 1956[5] – Ungarn; Kleiner als Nominatform, Oberseite ohne rotbraun und mehr braungrau mit starker Strichelung, Unterseite grau und dunkler als bei allen anderen Unterarten.

Die im Hochland Tibets und West-Chinas vorkommende Calandrella dukhunensis (Sykes, 1832) galt lange als eine Unterart der Kurzzehenlerche. Sie wird heute als eigenständige Art eingestuft.

## Ernährung
Die Nahrung besteht sowohl aus tierischen als auch aus pflanzlichen Bestandteilen. Im Sommer wie im Winterquartier werden vor allem kleine Insekten, in erster Linie kleine Käfer und Ameisen gefressen, aber auch andere Wirbellose wie Spinnen und kleine Schnecken. In der pflanzlichen Nahrung dominieren Samen von Süßgräsern und Knöterichgewächsen.

## Fortpflanzung und Alter

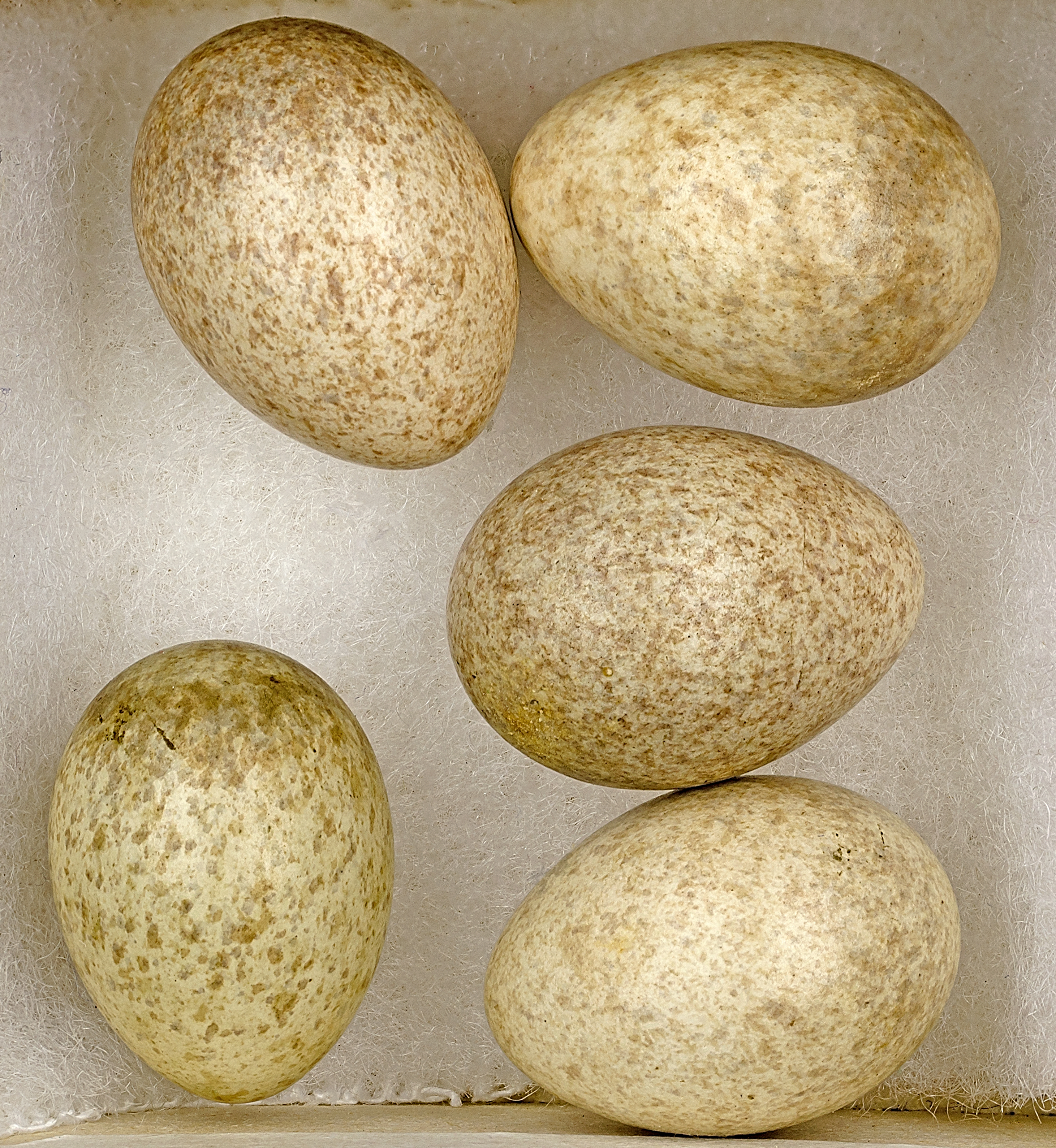
Eier der Kurzzehenlerche

Kurzzehenlerchen führen eine monogame Saisonehe. Das Nest wird am Boden angelegt, bevorzugt angelehnt an eine einzelne größere Pflanze, einen größeren Stein oder eine Bodenerhebung. Es wird häufig mit einer Neigung von etwa 30° gebaut und vor allem in der späten Brutzeit meist nach Norden ausgerichtet, so dass es von der stützenden Struktur und dem erhöhten Nestrand beschattet wird. Das Nest besteht aus einer recht tiefen Mulde, die außen aus gröberem und weiter nach innen aus feinem pflanzlichen Material gebaut wird. Die eigentliche Nestmulde wird häufig mit Tierhaaren, Federn oder bei deren Fehlen mit sehr feinem Pflanzenmaterial ausgekleidet. Wenn die Nestmulde wegen eines harten Untergrundes nicht ausreichend eingetieft werden kann, wird die Nestumgebung in diesem Bereich bis zur Nestoberkante mit kleinen Erdklumpen, Steinchen, Pflanzenteilen oder Stücken von Haustierkot aufgefüllt, so dass je nach Nestanlage eine Rampe, ein erhöhter Halbring oder bei frei stehenden Nestern ein flacher Kegelstumpf entsteht. Der Nestbau erfolgt ausschließlich durch das Weibchen.
Die Eiablage erfolgt je nach geografischer Lage variabel, in Nordafrika zum Teil bereits Anfang März, meist aber Anfang April, in Südwesteuropa überwiegend ab Mitte April, in Südosteuropa ab Ende April und in Ungarn frühestens Anfang Mai, überwiegend in der zweiten Maihälfte. In der Regel werden zwei Bruten je Saison durchgeführt. Das Gelege besteht aus 3 bis 4, selten 5 Eiern, die auf gelblich weißem oder grünlich weißem Grund in sehr unterschiedlicher Intensität hellbraun bis olivbraun gefleckt sind. Die Brutzeit dauert 13 Tage. Die Bebrütung der Eier erfolgt ebenso wie das Hudern der Nestlinge ausschließlich durch das Weibchen. Beide Eltern füttern, der Anteil des Männchens ist dabei aber geringer. Die Jungvögel verlassen mit 8 bis 10 Tagen das Nest und können nach 11 bis 12 Tagen schon niedrig fliegen. Die Geschlechtsreife wird im ersten Lebensjahr erreicht.
Angaben zum Durchschnittsalter liegen nicht vor; das durch Beringung nachgewiesene Höchstalter beträgt 8 Jahre.

## Wanderungen
Die Art ist je nach Verbreitungsgebiet überwiegend Mittel- bis Langstreckenzieher. Der Wegzug südwesteuropäischer Vögel erfolgt Mitte August bis Ende September mit einzelnen Nachzüglern bis Anfang Oktober. In der Ukraine werden die letzten Wegzügler Ende Oktober oder Anfang November beobachtet. Europäische Kurzzehenlerchen überwintern vor allem am Südrand der Sahara im Übergangsbereich zwischen Sahelzone und Wüste, außerdem auch an günstigen Stellen innerhalb der Sahara. In geringer Zahl überwintert die Art auch weiter nördlich in Nordafrika, Winternachweise in Südeuropa sind Ausnahmen. Asiatische Vögel überwintern vor allem im Nordwesten Indiens, weniger häufig in Pakistan und Vorderasien sowie im Nordosten Afrikas. Die Art ist außerhalb der Brutzeit gesellig und bildet vor allem im Winterquartier lockere Schwärme mit 100 bis über 1000 Individuen.
Der ersten Heimzügler werden in Südwesteuropa frühestens um den 7. März, meist erst um den 15. März festgestellt, der Heimzug dauert bis Mitte April. Die Brutreviere werden in Dalmatien Ende März bis Mitte April besetzt, in Ungarn recht einheitlich um den 7. April. Asiatische Vögel verlassen das Brutgebiet im September mit letzten Wegzüglern bis Ende Oktober, der Heimzug erfolgt ab Mitte März bis Mitte April.
Im nördlichen Mitteleuropa ist die Kurzzehenlerche ein sehr seltener, aber regelmäßiger Durchzügler und Gast vor allem im April und Mai sowie im Oktober und November. Der Großteil der im Frühjahr in West- und Nordeuropa nachgewiesenen Vögel gehört offenbar zu südeuropäischen Populationen, deren Heimzugweg zu weit führt (Zugprolongation), während im Herbst wohl überwiegend asiatische Kurzzehenlerchen Europa erreichen.

## Bestand und Gefährdung
Der Weltbestand der Art ist sehr groß. Gesicherte Angaben zum Weltbestand gibt es nicht, die IUCN gibt als sehr grobe Schätzung 91 bis 840 Mio. Individuen an. Im Winterquartier am Südrand der Sahara war die Kurzzehenlerche in den 1950er Jahren in einigen Gebieten die häufigste Lerche überhaupt, in Indien gelten die großen Winterschwärme als Gefährdung des Flugverkehrs.
Den europäischen Bestand einschließlich der Türkei schätzte Birdlife International im Jahr 2004 auf 7,3 bis 14 Mio. Brutpaare. Die größten Bestände haben die Türkei mit 3 bis 6 Mio., das europäische Russland mit 2 bis 5 Mio. und Spanien mit 2,2 bis 2,6 Mio. Paaren. In Spanien und Russland nahm der Bestand zwischen 1970 und 2000 stark ab, blieb in der Türkei hingegen stabil. Insgesamt stuft BirdLife International den europäischen Bestand daher als abnehmend („declining“) ein. Weltweit wird die Art von der IUCN aufgrund des großen Verbreitungsgebietes und des sehr hohen Gesamtbestandes als ungefährdet („least concern“) betrachtet.

## Belege